# 小池ちなつ
小池 ちなつ（こいけ ちなつ、1978年6月6日 - ）は、日本のAV女優。

## 略歴
東京都出身。1997年、『ご機嫌な果実』でAVデビュー。1998年にアートビデオ作品で初SM、三穴同時プレーを行った。

## 出演作品
- ご機嫌な果実（1997年8月29日、MAX-A）
- 激情アイドル（1997年9月21日、MAX-A）
- SWEET FRUITS（1997年12月、サクセス・ビデオ・コミュニティー）
- 素人マゾ三穴完全調教 お尻好き美愛奴（1998年5月19日、アートビデオ）
- 愛奴完全調教録（2000年、KUKI）他9名出演
- 発売 niversary II（12月7日、マックス・エー) 総集編 日下部レイ、白石舞、中嶋広香、塔山直美、樹原まい、沢田悠理、風吹あきら、菅原薫、相本友希、夏目由佳、河合美奈、彩花、白川麻里奈、寿綾乃、舞田奈美、安里祐加、秋本優奈、堀内ナナ、藤崎みなみ、杉浦あみ、秋菜里子、有賀涼、遠野ゆき美